# Dreifaltigkeitskirche (Opawica)
Die römisch-katholische Dreifaltigkeitskirche (poln. Kościół Trójcy Świętej) im schlesischen Opawica (deutsch Troplowitz) in der Woiwodschaft Oppeln ist ein geschütztes Kulturdenkmal. 

## Geschichte

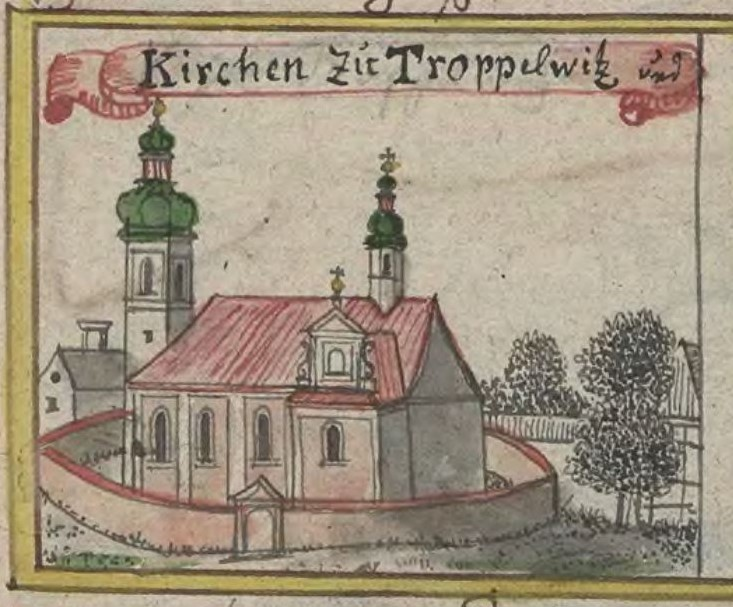
Zeichnung aus der Mitte des 18. Jahrhunderts

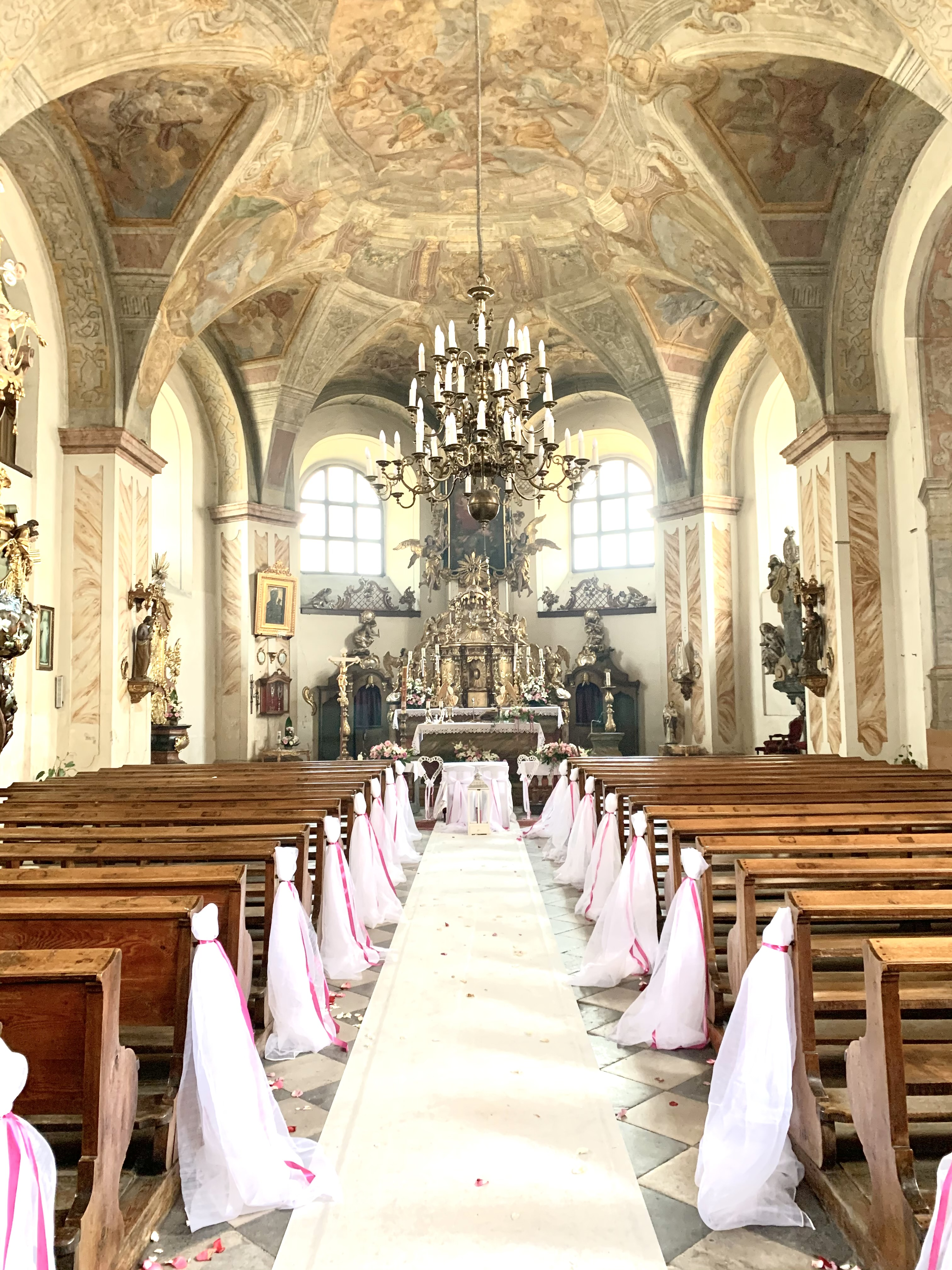
Innenraum

Bereits 1410 wurde eine Kirche im Ort erwähnt, welche ursprünglich der hl. Elisabeth gewidmet war. Die Kirche wurde unter Graf Karl Julius von Sedlnitzky 1701 bis 1706 erbaut, aus Mangel an finanziellen Mitteln jedoch ohne Kirchturm. 1759 brannte das Kirchengebäude und wurde daraufhin wieder aufgebaut. 1760 wurde ein Glockenturm angebaut, welcher aus finanziellen Mittel nicht fertiggestellt werden konnte. Erst 1829 erhielt der Kirchturm ein weiteres Geschoss sowie eine Turmspitze. 
Seit 1954 steht der Kirchenbau unter Denkmalschutz.

## Architektur
Der Bau ist eine einschiffige Saalkirche mit Tonnengewölbe und Stichkappen, das von schweren Wandpfeilern getragen wird. Das dreijochige Langhaus besitzt einen zweijochigen Chor.

## Ausstattung
Bemerkenswert sind der barocke Hochaltar von 1772 und die Schiffskanzel, die beide von Joseph Hartmann aus Neiße gestaltet wurden. Die Kanzel ruht auf einem Palmbaum, wobei Wellen mit phantastischen Seetieren den Fuß des Kanzelkorbs umspülen. Im Kanzelkorb sind drei Apostel abgebildet, die Netze auswerfen. Die Freskoausmalung des Gewölbes führte 1733 Mathias Lasser aus. Über dem Kirchenschiff sind Gottvater, Christus, und der Heilige Geist dargestellt, in den Gewölbekappen Szenen aus dem Alten und dem Neuen Testament. Über der Orgelempore sind das Konzil von Nicäa und die Verurteilung des Arius abgebildet. 